# Knut Lindblom
Knut John Gustaf Lindblom (smeknamn "Blomman"), född 8 september 1905 i Jönköping, död 2 oktober 1963, var en svensk läkare (radiolog) och medicinsk forskare.
Lindblom studerade vid Karolinska Institutet och kom tidigt in på angiografins område, och utförde 1929 på Sabbatsbergs sjukhus vad som sannolikt var den första cerebrala angiografin, det vill säga avbildning av hjärnans blodkärl, i Sverige. Han blev medicine licentiat 1931, disputerade 1936 vid Karolinska Institutet på en doktorsavhandling inom cerebral angiografi. Han blev docent 1937 och 1940 publicerade han en uppmärksammad beskrivning av knäarthrografi, avbildning av knäleden.
Han arbetade vid Serafimerlasarettet 1931–1934, därefter vid Radiumhemmet, vid Sabbatsbergs sjukhus 1936–1937, vid Åsö sjukhus 1937–1940 och vid Karolinska sjukhuset från 1940. Från 1947 var han extra ordinarie överläkare, och 1952 blev han överläkare och tillträdde som chef för röntgenavdelningen vid Karolinska sjukhuset, då han efterträdde professor Åke Åkerlund. Lindblom blev samtidigt professor i diagnostisk radiologi vid Karolinska Institutet. Under Lindbloms tid som chef skedde flera viktiga framsteg vid röntgenavdelningen, bland annat utvecklade Sven Ivar Seldinger Seldingertekniken för angiografiska undersökningar.
Lindblom avled 2 oktober 1963 vid 58 års ålder av en blodpropp i hjärtat. Han gravsattes i Gustav Vasa kyrkas kolumbarium vid Odenplan i Stockholm.